# Przylądek Sōya

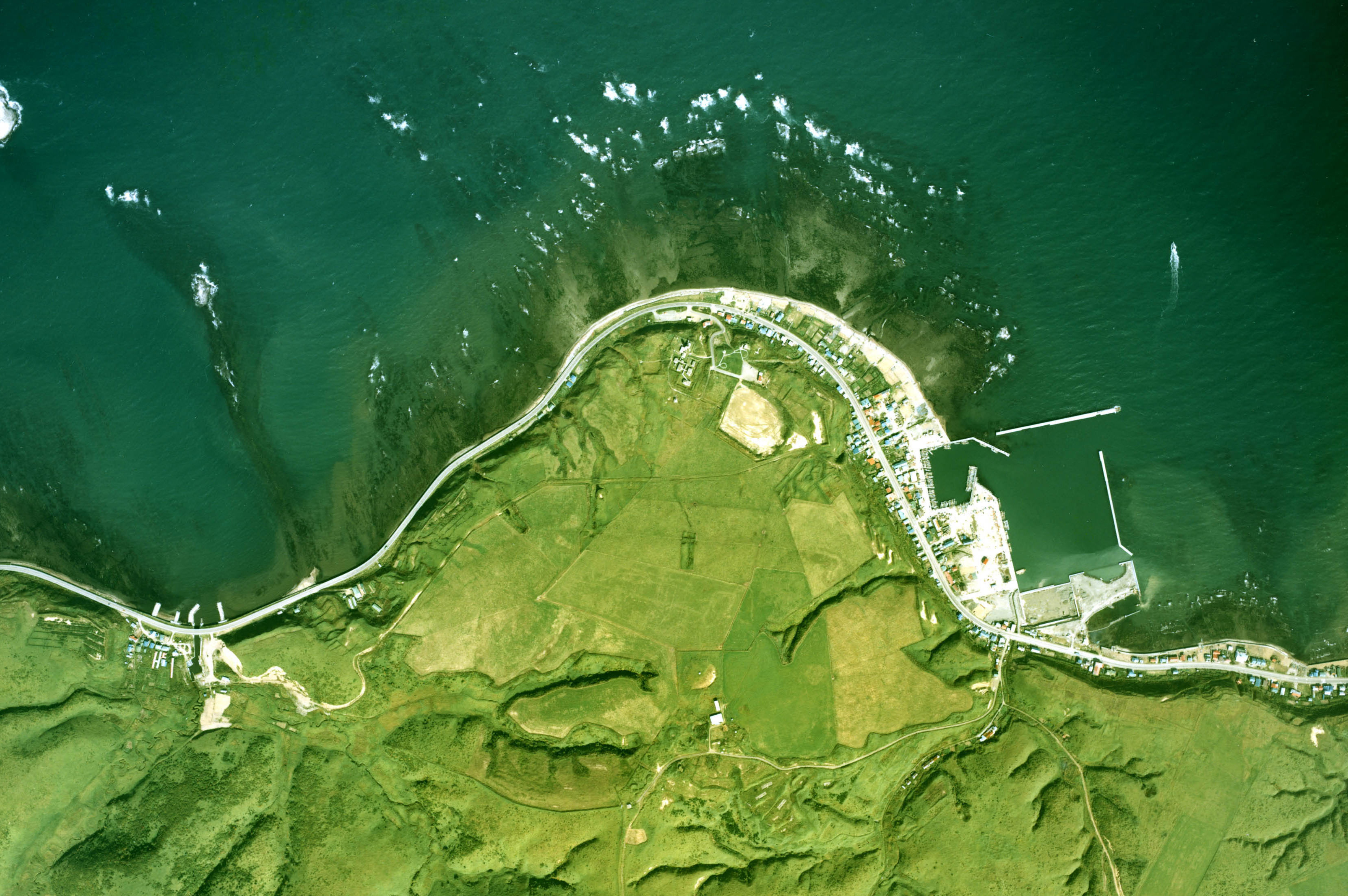
Zdjęcie satelitarne przylądka wykonane w 1977 roku

Sōya (宗谷岬 Sōya-misaki) – najdalej wysunięte na północ miejsce na wyspie Hokkaido w Japonii. Znajduje się na terenie miasta Wakkanai.

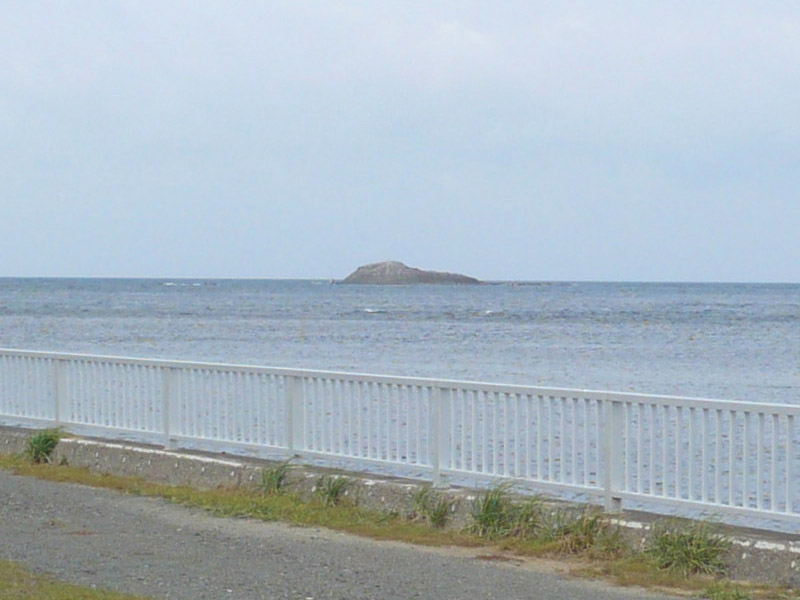
Benten-jima

Na przylądku znajduje się pomnik wyznaczający najdalej wysunięty na północ punkt Japonii (日本最北端の地の碑), chociaż w rzeczywistości tym punktem jest będąca pod kontrolą Japonii wysepka Benten-jima oddalona ok. 1 km na północny zachód. Przy dobrej pogodzie można dostrzec oddalony o 43 km przylądek Krilion na wyspie Sachalin należącej do Rosji.
Na przylądku znajduje się ponad 10 pomników, m.in. pomnik wyznaczający najdalej wysunięty na północ punkt Japonii, Wieża Pokoju (upamiętniająca katastrofę lotu Korean Air 007 z 1983 roku), pomnik badacza i odkrywcy o nazwisku Rinzō Mamiya (1775–1844) i Pomnik Pokoju (upamiętniający zatonięcie okrętu USS Wahoo). W pobliżu przylądka biegnie droga krajowa nr 238.

## Galeria

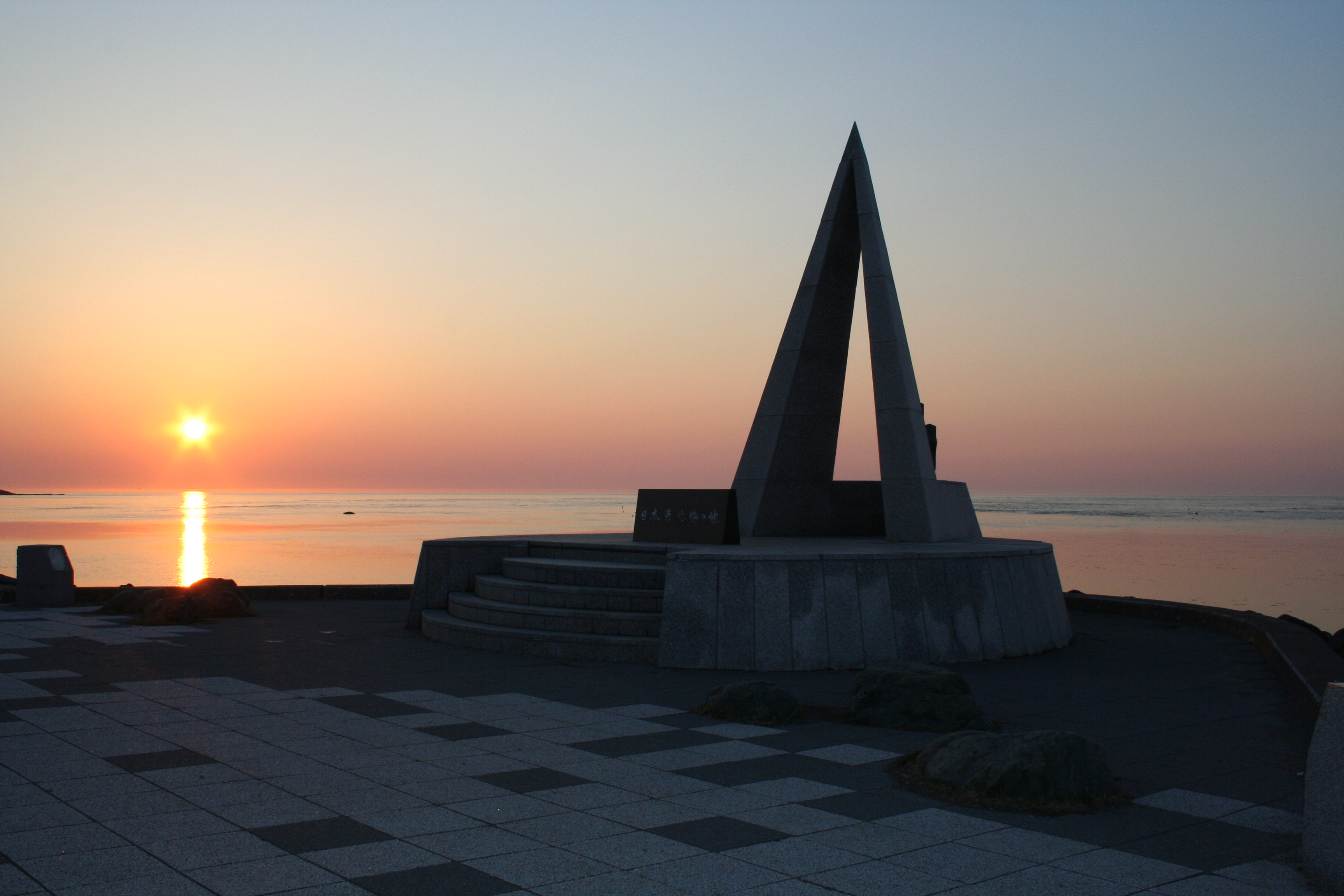
Zachód słońca na przylądku Sōya
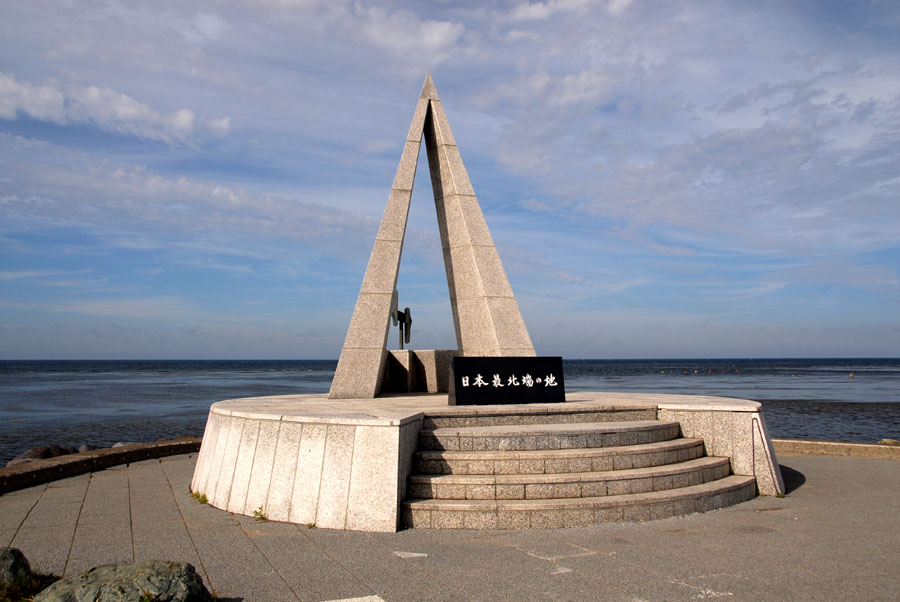
Pomnik najdalej wysuniętego na północ punktu Japonii
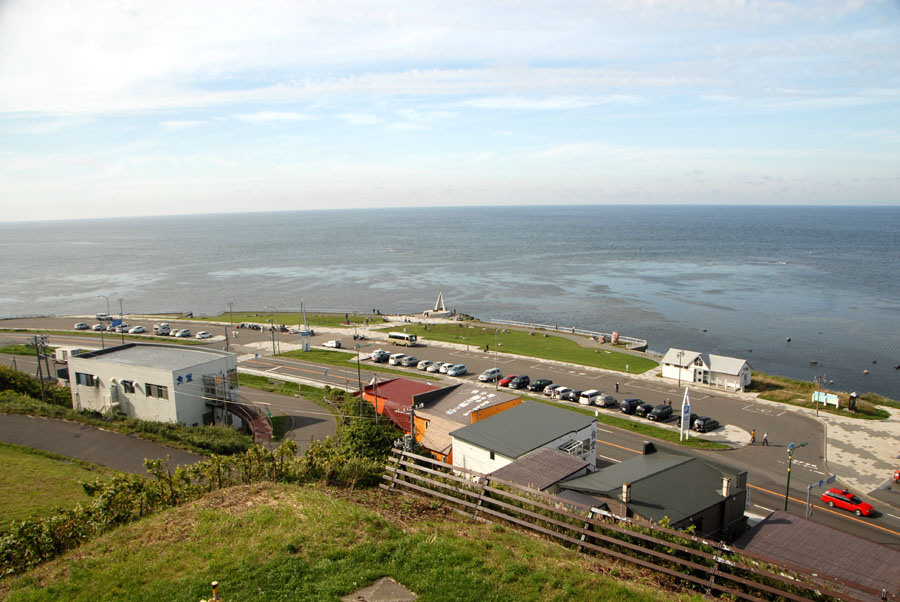
Widok z pobliskiego wzgórza
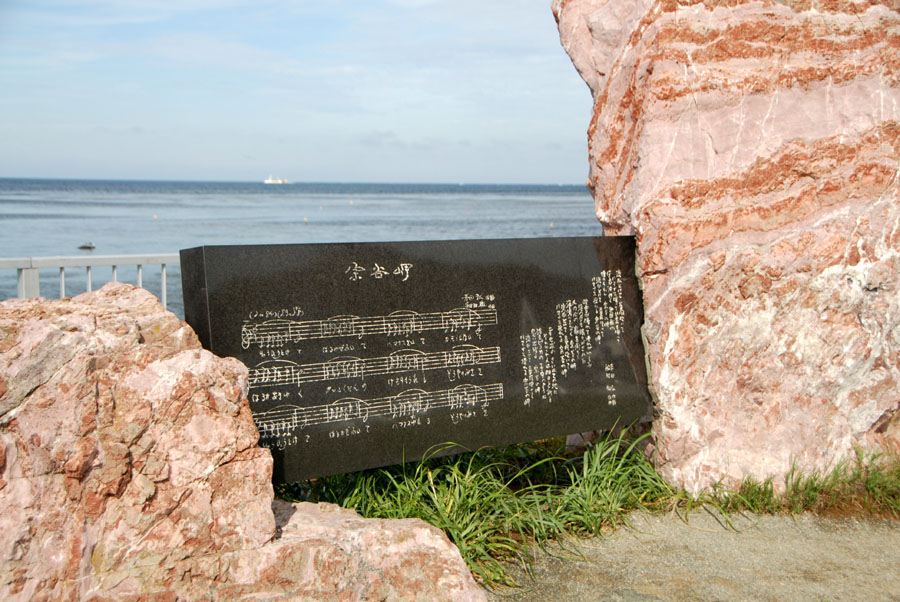
Słowa i nuty pieśni o przylądku Sōya
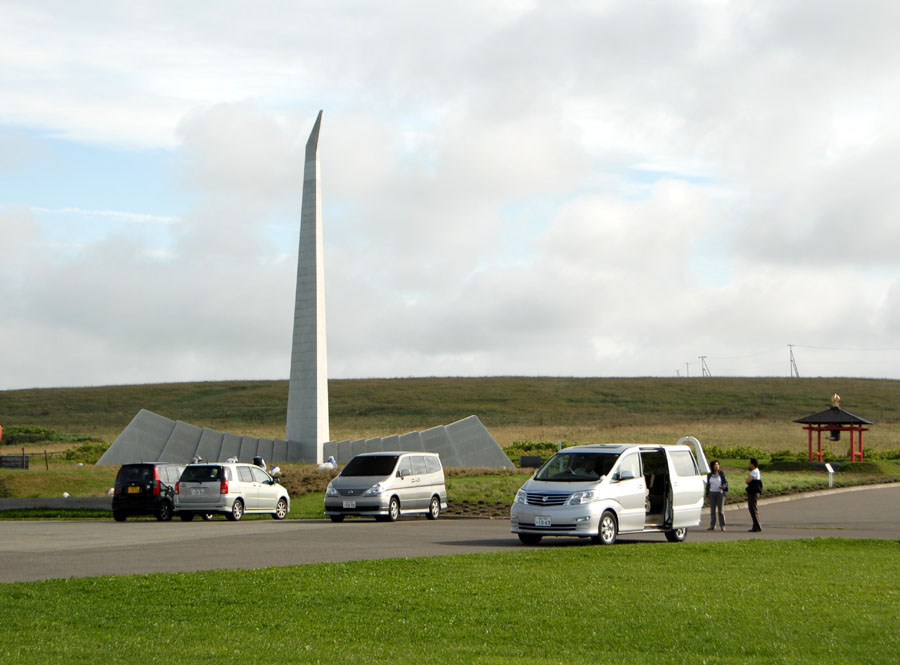
Wieża Pokoju upamiętniająca katastrofę lotu Korean Air 007
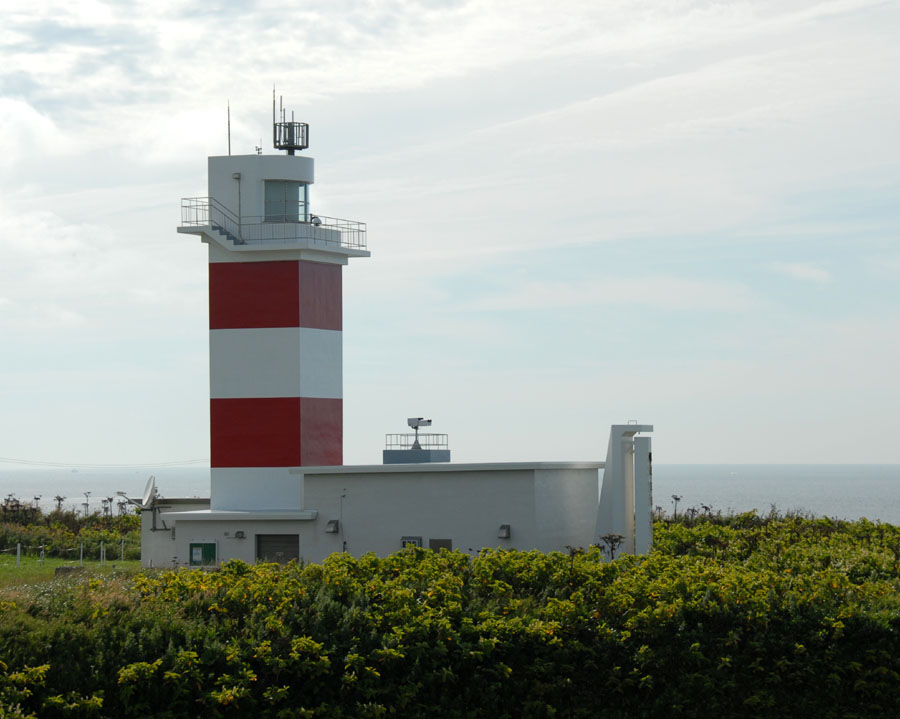
Latarnia morska Cape Sōya
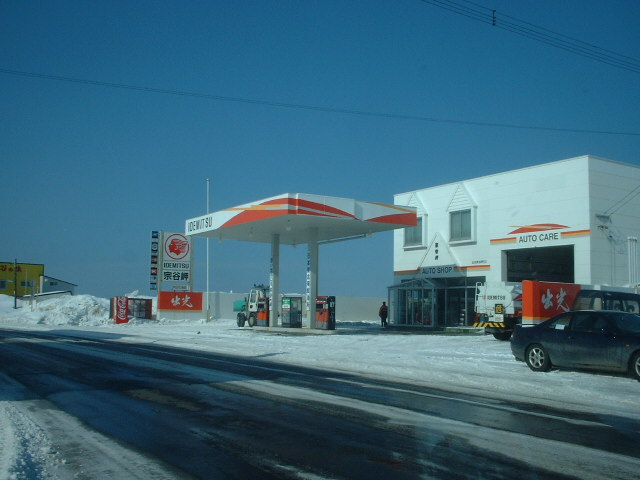
Idemitsu Cape Sōya SS, najdalej wysunięta na północ stacja paliw w Japonii
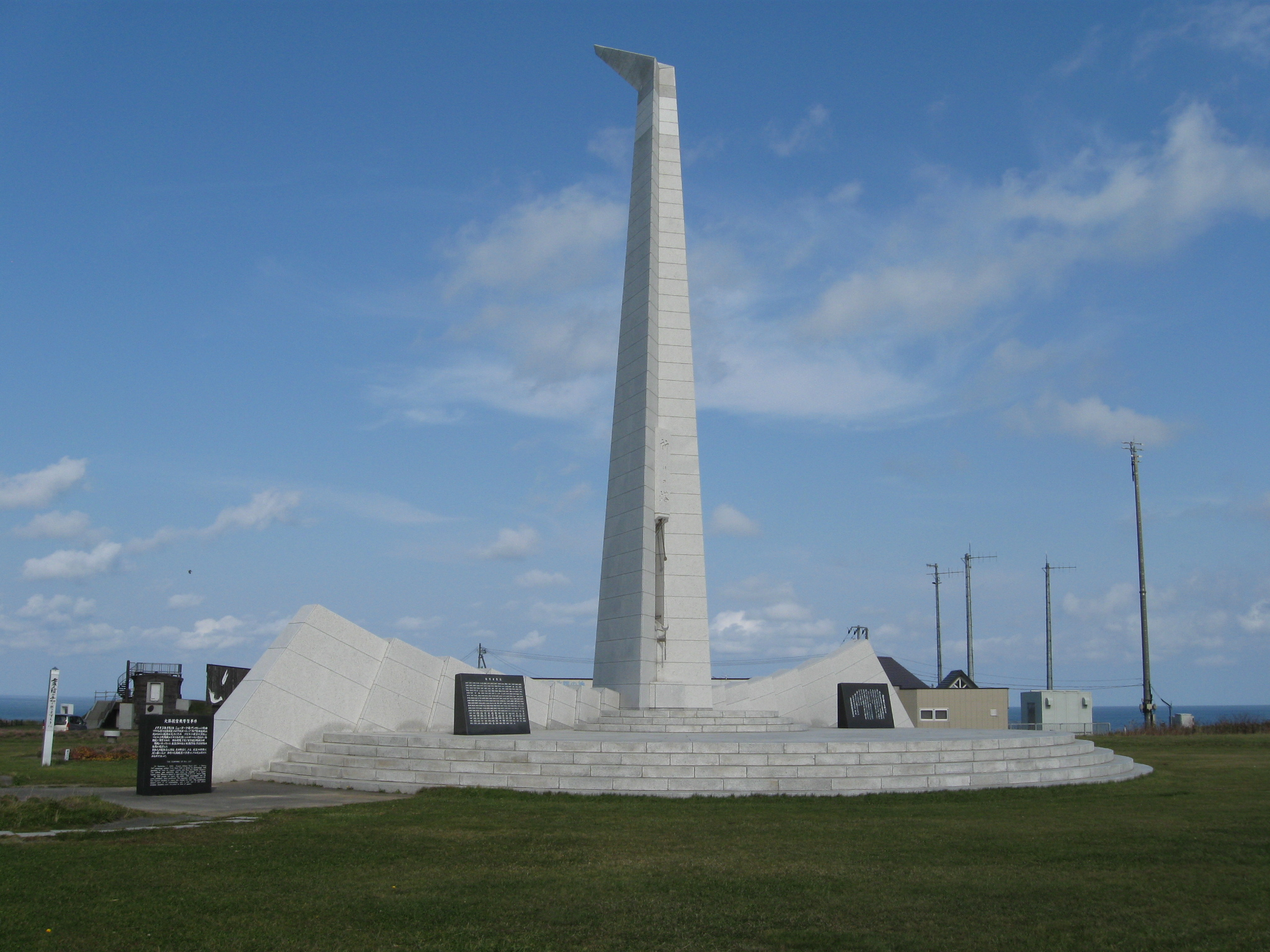
Wieża Pokoju